# Anjali (film fra 1990)
Anjali er en indisk film fra 1990 af Mani Ratnam.

## Medvirkende
- Raghuvaran som Shekar
- Revathi som Chitra
- Prabhu som Dennis Joseph
- Saranya som Doctor Sheela
- Nishanti
- Tarun som Arjun
- Shruti som Anu
- Shamili som Anjali